# William Henry Keeler
William Henry Keeler (1931 – 2017) là một Hồng y người Hoa Kỳ của Giáo hội Công giáo Rôma. Ông từng đảm nhận vai trò Hồng y Đẳng Linh mục Nhà thờ S. Maria degli Angeli (1994 – 2017), Tổng giám mục đô thành Tổng giáo phận Baltimore trong suốt 18 năm, từ năm 1989 đến năm 2007.
Vốn là một giáo sĩ trong vai trò lãnh đạo giáo hội địa phương, ông từng đảm trách nhiều vai trò tại Hoa Kỳ trước khi tiến đến trở thành Tổng giám mục Baltimore như: Giám mục phụ tá Giáo phận Harrisburg (1979 – 1983), Giám quản Tông Tòa Giáo phận Harrisburg (1983), Giám mục chính tòa Harrisburg (1983 – 1989); ngoài ra, ông cũng từng đảm nhiệm vai trò Giám quản Tông Tòa Giáo phận Richmond (2003 – 2004). Ngoài lãnh đạo các giáo phận được bổ nhiệm, ông còn đám nhận nhiều vị trí quan trong tại Hội đồng giám mục quốc gia như: Phó Chủ tịch Hội đồng Giám mục Hoa Kỳ (1989 – 1992), Chủ tịch Hội đồng Giám mục Hoa Kỳ (1992 – 1995). Ông được vinh thăng Hồng y ngày 26 tháng 11 năm 1994, bởi Giáo hoàng Gioan Phaolô II.

## Tiểu sử
Hồng y William Henry Keeler sinh ngày 4 tháng 3 năm 1931 tại San Antonio, bang Texas, Hoa kỳ. Sau quá trình tu học dài hạn tại các cơ sở chủng viện theo quy định của Giáo luật, ngày 17 tháng 7 năm 1955, Phó tế Keeler, 24 tuổi, tiến đến việc được truyền chức linh mục. Cử hành nghi thức truyền chức cho tân linh mục là Tổng giám mục Luigi Traglia, Phó Giám quản Giáo phận Rôma.
Sau 24 năm thi hành các công việc mục vụ với thẩm quyền và cương vị của một linh mục, ngày 24 tháng 7 năm 1979, Tòa Thánh loan tin Giáo hoàng đã quyết định tuyển chọn linh mục William Henry Keeler, 48 tuổi, gia nhập Giám mục đoàn Công giáo Hoàn vũ, với vị trí được bổ nhiệm là Giám mục phụ tá Giáo phận Harrisburg, Pennsylvania, danh nghĩa Giám mục hiệu tòa Ulcinium. Lễ tấn phong cho vị giám mục tân cử được tổ chức sau đó vào ngày 21 tháng 9 cùng năm, với phần nghi thức chính yếu được cử hành cách trọng thể bởi 3 giáo sĩ cấp cao, gồm chủ phong là giám mục Joseph Thomas Daley, chính tòa Harrisburg; hai vị giáo sĩ còn lại, với vai trò phụ phong, gồm có giám mục Francis Joseph Gossman, giám mục chính tòa Giáo phận Raleigh, Bắc Carolina và Giám mục Martin Nicholas Lohmuller, giám mục phụ tá Tổng giáo phận Philadelphia, Pennsylvania. Tân giám mục chọn cho mình châm ngôn:OPUS FAC EVANGELISTÆ.
Từ ngày 3 tháng 9 năm 1983, ông đảm nhiệm vai trò Giám quản Tông Tòa Giáo phận Harrisburg. Không lâu sau đó, ngày 11 tháng 10 cùng năm, Tòa Thánh ra quyết định bổ nhiệm Giám mục Keeler đảm nhiệm vai trò Giám mục chính tòa Harrisburg.
Sau khoảng thời gian 6 năm cai quản Harrisburg, Giám mục William Henry Keeler được Tòa Thánh thăng Tổng giám mục, qua việc bổ nhiệm giám mục này làm Tổng giám mục đô thành Tổng giáo phận Baltimore, Maryland. Thông báo về việc bổ nhiệm này được công bố cách rộng rãi vào ngày 6 tháng 4 năm 1989.
Bằng việc tổ chức công nghị Hồng y năm 1994 được cử hành chính thức vào ngày 26 tháng 11, Giáo hoàng Gioan Phaolô II đưa ra quyết định vinh thăng Tổng giám mục William Henry Keeler tước vị danh dự, Hồng y. Tân Hồng y thuộc Đẳng Hồng y Linh mục và Nhà thờ Hiệu tòa được chỉ định là Nhà thờ S. Maria degli Angeli.
Ngoài lãnh đạo các giáo phận được bổ nhiệm, ông còn đám nhận nhiều vị trí quan trong tại Hội đồng giám mục quốc gia như: Phó Chủ tịch Hội đồng Giám mục Hoa Kỳ, từ năm 1989 cho đến khi được bầu chọn làm Chủ tịch Hội đồng Giám mục Hoa Kỳ năm 1992. Ông giữ chức vụ này đến năm 1995.
Trong khoảng thời gian ngắn từ ngày 16 tháng 9 năm 2003 đến ngày 31 tháng 3 năm 2004, ông còn kiêm nhiệm thêm vai trò Giám quản Tông Tòa Giáo phận Richmond.
Ngày 12 tháng 7 năm 2007, Tòa Thánh chấp thuận đơn xin hồi hưu của ông, theo Giáo luật. Ông qua đời sau đó vào ngày 23 tháng 3 năm 2017, thọ 86 tuổi.